# Mesoplia chalybaea
Mesoplia chalybaea är en biart som först beskrevs av Heinrich Friese 1912.  Mesoplia chalybaea ingår i släktet Mesoplia och familjen långtungebin. Inga underarter finns listade i Catalogue of Life.